# 1666 au théâtre
| Années du théâtre : 1663 - 1664 - 1665 - 1666 - 1667 - 1668 - 1669    |
| Décennies du théâtre : 1630 - 1640 - 1650 - 1660 - 1670 - 1680 - 1690 |

## Événements
- 2 au 5 septembre : lors du grand incendie de Londres, le Red Bull Theatre brûle entièrement.

## Pièces de théâtre représentées
- Avril : Agésilas, tragédie de Pierre Corneille, Paris, Hôtel de Bourgogne.
- 4 juin : Le Misanthrope ou l'Atrabilaire amoureux, comédie de Molière, Paris, Théâtre du Palais-Royal.
- 6 août : Le Médecin malgré lui, comédie de Molière, Paris, Théâtre du Palais-Royal.
- 2 décembre : Mélicerte, comédie de Molière, château de Saint-Germain-en-Laye.

## Naissances
- Date précise non connue : 
  - Mary Pix, romancière et dramaturge anglaise, morte le 17 mai 1709.

## Décès
- octobre : James Shirley, poète et dramaturge anglais, né en septembre 1596.
- 29 novembre : Nicolas Frénicle, poète et dramaturge français, né en 1600.

- Date précise non connue :
  - Jean Claveret, avocat, dramaturge et traducteur français, né vers 1590.
  - Jean Ogier de Gombauld, poète et auteur dramatique français, né en 1576.